# Arrondissement di Aquin
L'arrondissement di Aquin è un arrondissement di Haiti facente parte del Dipartimento del Sud. Il capoluogo è Aquin.

## Geografia antropica

### Suddivisioni amministrative
L'arrondissement di Aquin comprende 3 comuni:
- Aquin
- Cavaillon
- Saint-Louis-du-Sud